# Bewafa (1952)
Bewafa (Hindi: बेवफ़ा, bevafā) ist ein Hindi-Film von M. L. Anand aus dem Jahr 1952 mit Raj Kapoor, Nargis und Ashok Kumar in den Hauptrollen.

## Handlung
Roopa lebt in ärmlichen Verhältnissen bei ihrem trinksüchtigen Onkel, der sie zwingt, arbeiten zu gehen, damit er sich von ihrem Geld Alkohol beschaffen kann. Doch Roopa findet keine Arbeit und wird aus dem Haus geworfen. Ihr Nachbar Raj hilft ihr aus der Not und leiht ihr etwas Geld. Roopa kommt damit jedoch nicht lange aus und befindet sich bald wieder in ihrer Ausgangssituation. Sie weiß sich nicht zu helfen und sieht den Tod als einzige Lösung.
Als sie sich umbringen will, wird sie von dem reichen Maler Ashok gerettet, der sie fortan als Model für seine Bilder einsetzt. Beide freunden sich schnell an und kommen aufgrund der Bilder zu noch mehr Reichtum.
Eines Tages tritt Raj wieder in Roopas Leben und sie verlieben sich ineinander, was Ashok sehr unglücklich macht, da er sich ebenfalls in Roopa verliebt hat. Roopa brennt mit Raj durch, nicht wissend, dass Raj es auf ihr Geld abgesehen hat, um seine Schulden bei dem Gangster Advani abzubezahlen.
Sie erwischt Raj dabei, wie er mit ihrem Koffer flieht. Doch die Gangster erschießen Raj, da sie vermuteten, er würde mit dem Geld abhauen. Nach dieser Erkenntnis kehrt Roopa wieder zu Ashoks Haus zurück. Dort will sie sich bei ihm entschuldigen. Leider kommt sie zu spät, denn Ashok hat vor lauter Liebeskummer Suizid begangen.

## Musik
| Lied                               | Sänger               |
| ---------------------------------- | -------------------- |
| Dil Matwala (Solo weiblich)        | Lata Mangeshkar      |
| Tumko Fursat Ho Meri Jaan To Idhar | Talat Mahmood        |
| Dil Matwala (Solo männlich)        | Talat Mahmood        |
| Ae Darde Muhabbat Teri Qasam Dil   | Talat Mahmood        |
| Badnaseeba Ka Gila                 | Lata Mangeshkar      |
| Dil Mila                           | Talat Mahmood        |
| Tana Der Na Tana                   | Shamshad Begum, Chor |
| Isi Ka Naam Duniya                 | Lata Mangeshkar      |